# 10009 Хіросетансо
10009 Хіросетансо (10009 Hirosetanso) — астероїд головного поясу, відкритий 12 березня 1977 року.
Тіссеранів параметр щодо Юпітера — 3,517.